# Piazza Gesù Nuovo
A Gesù Nuovo (jelentése Új Jézus) egy templom, illetve egy tér megnevezése Nápolyban. Mindkettő az óváros nyugati falain kívül helyezkedik el. A tér Nápoly XVI. század elejei nyugat felé terjeszkedésének következménye. Nevezetességei:
- a Santa Chiara templom
- a Szeplőtlen Szűz oszlopa
- a Gesù Nuovo templom